# Keep Yourself Alive
〈Keep Yourself Alive〉는 영국의 록 밴드 퀸의 노래다. 기타리스트 브라이언 메이가 쓴 이 곡은 이 밴드의 동의어 데뷔 음반(1973년)의 오프닝 곡이다. 이 노래는 B-사이드인 〈Son and Daughter〉와 함께 퀸의 첫 싱글로 발매되었다. 〈Keep Yourself Alive〉는 발매 당시 대부분 무시되었고 애틀랜틱 양쪽에서 차트 작성에 실패했다. 그것은 또한 1974년에 〈Lily of the Valley〉의 비음반 B-사이드로도 발표되었다.
2008년 《롤링 스톤》은 이 곡을 "역대 최고의 기타 노래 100곡" 목록에서 31위에 선정했다.